# Gonophora clathrata
Gonophora clathrata es una especie de insecto coleóptero de la familia Chrysomelidae. Fue descrita en 1908 por Gestro.